# 14964 Робертобаккі
14964 Робертобаккі (14964 Robertobacci) — астероїд головного поясу, відкритий 2 листопада 1996 року.
Тіссеранів параметр щодо Юпітера — 3,166.